# Mratín
Mratín (en allemand : Mratin) est une commune du district de Prague-Est, dans la région de Bohême-Centrale, en République tchèque. Sa population s'élevait à 1 382 habitants en 2020.

## Géographie
Mratín se trouve à 8 km à l'ouest-nord-ouest de Brandýs nad Labem-Stará Boleslav, à 7 km au sud-sud-est de Neratovice et à 16 km au nord-est de Prague.
La commune est limitée par Nová Ves au nord, par Kostelec nad Labem au nord et nord-est, par Sluhy à l'est et au sud et par Měšice à l'ouest.

## Histoire
La première mention écrite de la localité date de 1379.

## Transports
Par la route, Mratín se trouve à 11 km de Brandýs nad Labem-Stará Boleslav, à 11 km de Neratovice et à 20 km du centre de Prague.